# Swineshead (Bedfordshire)
Swineshead – wieś w Anglii, w hrabstwie ceremonialnym Bedfordshire, w dystrykcie (unitary authority) Bedford. Leży 17 km na północ od centrum miasta Bedford i 89 km na północ od centrum Londynu.